# Orbitronpumpe
Die Orbitronpumpe ist eine Vakuumpumpe, die in der Hochvakuumtechnik verwendet wird.

## Funktionsweise
Die Orbitronpumpe ist eine  Spezialform einer Ionengetterpumpe. Bei einer Orbitronpumpe  ionisieren Elektronen, die sich im elektrischen Feld zwischen der konzentrisch angeordneten zylindrischen Anode und Kathode auf einer Kreisbahn bewegen, das Restgas. Die Elektronen treten dabei aus der Glühkathode aus und umlaufen die Anode auf einer durch die Kreisbewegung stark verlängerten Bahn, bevor sie auf die Anodenoberfläche – die meist aus  Titan besteht – auftreffen. Dabei wird das Titan im Rezipienten verdampft. Auf ihrem langen Weg um die Anode ionisieren die Elektronen die Gasatome beziehungsweise -moleküle, auf die sie treffen. Durch das zwischen Anode und Kathode bestehende elektrische Feld werden die ionisierten Gase auf die Gehäusewand bewegt und in die dort aufgedampfte frische Titan-Getter-Schicht implantiert und auf diese Weise aus dem Rezipienten entfernt.
Die Pumpleistung einer Orbitronpumpe ist – insbesondere bei den schwer ionisierbaren Edelgasen – relativ gering.
Der Name Orbitron leitet sich aus dem lateinischen „orbis“ (Kreislauf, Kreisbewegung) und dem griechischen Suffix -tron (Gerät, Werkzeug) ab und bedeutet stetiger Umlauf, was auf das Funktionsprinzip hinweist – das Prinzip des stetigen Umlaufs.